# Antoni Jan Goetz

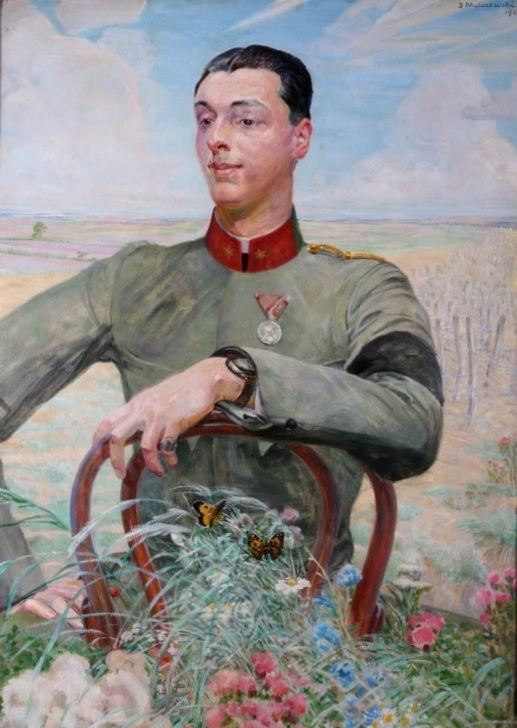
Antoni Jan Goetz na portrecie Jacka Malczewskiego

Herb baronowski Götz

Antoni Jan Goetz, Antoni Jan Götz-Okocimski (ur. 17 grudnia 1895 w Krakowie, zm. 31 października 1962 w Nairobi) – polski przemysłowiec, polityk, działacz sportowy, w latach 30. XX wieku właściciel Browaru Okocim, poseł na Sejm IV kadencji w II RP. 

## Życiorys
Kształcił się początkowo w domu rodzinnym. W latach 1905–1914 uczęszczał do II Gimnazjum w Krakowie. W lutym 1915 zgłosił akces wraz z bratem do I dywizji austriackiej artylerii konnej, służąc w niej podczas I wojny światowej. W 1918 zgłosił się do Wojska Polskiego, także do artylerii konnej. W 1920 walczył w wojnie polsko-bolszewickiej, po której powrócił do Okocimia. Od 1923 do 1930 był wójtem gminy Okocim. W 1924 zdobył wykształcenie ekonomiczne w Akademii Handlowej w Krakowie. Przez wiele lat zasiadał w Wydziale Powiatowym w Brzesku, Radzie Gromadzkiej, Radzie Szkolnej, a także Radzie Gminnej w Okocimiu. Był też radcą Izby Przemysłowo-Handlowej i Izby Rolniczej w Krakowie. Należał do Małopolskiego Towarzystwa Rolniczego, do Towarzystwa Ekonomicznego, a także do Towarzystwa Rolniczego w Brzesku, w którym był członkiem zarządu okręgowego. W 1931 został prezesem Rady Nadzorczej rodzinnej spółki akcyjnej. Od 1936 do 1939 był prezesem krakowskiej IPH. Udzielał się też jako filantrop i myśliwy.
Zasiadał w zarządzie głównym Polskiego Stronnictwa Zachowawczego. W latach 1935–1938 był posłem na Sejm, wybranym z listy Bezpartyjnego Bloku Współpracy z Rządem (w okręgu Bochnia-Brzesko-Limanowa), po jego rozpadzie reprezentując Obóz Zjednoczenia Narodowego (zasiadał w jego radzie obwodowej w Brzesku).
Od 1938 przychodziły do niego anonimy wzywające do przyznania się do niemieckich korzeni, on jednak nie chciał się wyrzec związków z Polską. Zanim oddziały niemieckie dotarły do Okocimia, 5 września 1939 opuścił swój majątek wraz z żoną i matką. Przedostał się do Francji, gdzie został adiutantem dowódcy szkoły podoficerów artylerii w polskim Centrum Wyszkolenia Artylerii w Camp de Coëtquidan w Bretanii. Służył tam do 1940, kiedy przedostał się do Wielkiej Brytanii, gdzie został oficerem I pułku artylerii ciężkiej WP, stacjonując w Szkocji. W 1943 został zdemobilizowany, obejmując funkcję sekretarza generalnego Polskiego Czerwonego Krzyża w Londynie, którą pełnił do 1946. Następnie był sekretarzem Towarzystwa Pomocy Polakom, z której to funkcji zrezygnował w 1952, przenosząc się do Nairobi w Kenii, gdzie założył herbaciarnię, prowadząc ją do końca życia. Zmarł bezpotomnie w 1962  na gorączkę tropikalną. Pochowany został na cmentarzu Nairobi-Langato.
21 października 2017 jego prochy zostały sprowadzone do kraju dzięki staraniom Towarzystwa Miłośników Ziemi Okocimskiej (za zgodą rodziny) i pochowane w rodzinnym grobowcu w Okocimiu.

## Rodzina
Był wnukiem Jana Ewangelisty Goetza oraz synem Jana Albina Goetza, założycieli browaru w Okocimiu. Jego matką była hrabina Zofia Sumińska (1867–1945). Miał brata i dwie siostry. W 1925 ożenił się z Zofią z domu Chrząszcz (1898–1975).

## Odznaczenia i nagrody
Odznaczony Karl Truppen Kreuz za waleczność na froncie austriacko-rosyjskim (kwiecień 1917), Tajnym Szambelaństwem Papieskim di Spada e Cappa Piusa XI (1936) oraz Złotym Krzyżem Zasługi za zasługi na polu pracy społecznej (1937).
W 2017, pośmiertnie, przyznano Antoniemu Janowi Goetzowi tytuł Honorowego Obywatela Miasta Brzeska.